# 1-й отаманський козачий полк (Третій Рейх)
1-й отаманський козачий полк (рос. 1-й Атаманский казачий полк) — колаборантський підрозділ кавалерії Вермахту періоду Другої світової війни, що складався з козаків.

## Історія
23 лютого 1942 у вінницькому таборі військовополонені написали заяву з проханням створити у Вермахті козачу сотню, яку передали представникам німецького командування. На травень кількість добровольців, охочих вступити до Вермахту, сягала 1600 осіб. 27 травня представник німецького командування капітан фон Брауде прибув до табору і оголосив наказ про початок формування трьох підрозділів. На початку червня з табору відправили три загони добровольців і 18 червня було отримано наказ про організацію у Славуті центру з формування козачих частин і відправлення туди з таборів на теренах України полонених козаків. На 28 червня 1942 у Славуті вже перебувало 5.826 добровольців, що стало підставою для організації великого військового з'єднання типу корпусу. Військові частини мали формувати по територіальному принципу — донські, кубанські, терські і зведені для козаків з інших теренів. Через нестачу кадрів командного складу для козачих військових частин старшин, офіцерів мали набирати полонених не козаків.
Першими до 30 червня було сформовано 1-й отаманський козачий полк під командуванням підполковника барона Ганса фон Вольффа і особливу козачу півсотню з козаків, що брали участь у Білому русі. У складі полку було понад 3000 особового складу, розподілених по трьох дивізіонах кавалерії. Полк з літа 1942 використовували для охорони таборів полонених, шосе, залізниці, мостів, гарнізонної служби у Дніпропетровську, Кременчуку, Хоролі. З осені полк діяв проти партизан біля Полтави, Білої Церкви, взимку його залучили до бойових дій на фронті, де він зазнав значних втрат при відступі Вермахту з Північного Кавказу. Весною 1943 полк перевели до спеціального навчального табору у Млаві, де його розформували. До 4 серпня 1943 було сформовано 1-шу козачу дивізію кавалерії генерала фон Панвіца. Бійці з отаманського полку поповнили його 1-й донський козачий полк оберлейтенанта Р. фон Дона 1-ї бригади кавалерії під командуванням фон Вольффа.
Козаки брали участь у Сталінградській битві, боях за Крим, звідки їх перекинули до Югославії. Дивізію реформували у 15-й козачий кавалерійський корпус СС. 12 травня 1945 в Австрії він капітулював перед 11 британською танковою дивізією. До 1 червня 1945 були видані у Лієнці СРСР.